# Denver Nuggets 2001-2002
La stagione 2001-02 dei Denver Nuggets fu la 26ª nella NBA per la franchigia.
I Denver Nuggets arrivarono sesti nella Midwest Division della Western Conference con un record di 27-55, non qualificandosi per i play-off.

## Roster
| N° | Naz.                   | Ruolo | Sportivo          | Anno | Alt. | Peso |
| -- | ---------------------- | ----- | ----------------- | ---- | ---- | ---- |
| 1  | Stati Uniti (bandiera) | A     | Donnell Harvey    | 1980 | 203  | 100  |
| 5  | Stati Uniti (bandiera) | G     | Voshon Lenard     | 1973 | 193  | 93   |
| 6  | Stati Uniti (bandiera) | G     | Avery Johnson     | 1965 | 178  | 79   |
| 7  | Stati Uniti (bandiera) | A     | Juwan Howard      | 1973 | 206  | 109  |
| 9  | Francia (bandiera)     | A     | Tariq Abdul-Wahad | 1974 | 198  | 101  |
| 10 | Stati Uniti (bandiera) | G     | Tim Hardaway      | 1966 | 183  | 79   |
| 11 | Stati Uniti (bandiera) | G     | Kenny Satterfield | 1981 | 188  | 84   |
| 15 | Stati Uniti (bandiera) | A     | Chris Andersen    | 1978 | 208  | 104  |
| 21 | Stati Uniti (bandiera) | GA    | George McCloud    | 1967 | 198  | 93   |
| 24 | Stati Uniti (bandiera) | AC    | Antonio McDyess   | 1974 | 206  | 100  |
| 25 | Stati Uniti (bandiera) | A     | Zendon Hamilton   | 1975 | 211  | 113  |
| 27 | Cina (bandiera)        | C     | Mengke Bateer     | 1975 | 211  | 132  |
| 29 | Stati Uniti (bandiera) | GA    | Calbert Cheaney   | 1971 | 201  | 95   |
| 30 | Porto Rico (bandiera)  | G     | Carlos Arroyo     | 1979 | 188  | 92   |
| 31 | Stati Uniti (bandiera) | G     | Nick Van Exel     | 1971 | 185  | 77   |
| 32 | Stati Uniti (bandiera) | A     | Ryan Bowen        | 1975 | 201  | 98   |
| 34 | Stati Uniti (bandiera) | G     | Isaiah Rider      | 1971 | 196  | 98   |
| 36 | Stati Uniti (bandiera) | C     | Shawnelle Scott   | 1972 | 208  | 113  |
| 41 | Stati Uniti (bandiera) | GA    | James Posey       | 1977 | 203  | 98   |
| 42 | Stati Uniti (bandiera) | AC    | Scott Williams    | 1968 | 208  | 104  |
| 45 | Stati Uniti (bandiera) | AC    | Raef LaFrentz     | 1976 | 211  | 109  |

## Staff tecnico
- Allenatori: Dan Issel (9-17) (fino al 26 dicembre)[1], Mike Evans (18-38)
- Vice-allenatori: Mike Evans (fino al 26 dicembre), Louie Dampier, Kim Hughes, John MacLeod (dal 27 dicembre)[2], Clyde Drexler (dal 31 dicembre)[3]